# Vîșneakî, Horol
Vîșneakî (în ucraineană Вишняки) este localitatea de reședință a comunei Vîșneakî din raionul Horol, regiunea Poltava, Ucraina.

## Demografie
Componența lingvistică a localității Vîșneakî
     Ucraineană (95,87%)
     Rusă (3,94%)
     Alte limbi (0,14%)
Conform recensământului din 2001, majoritatea populației localității Vîșneakî era vorbitoare de ucraineană (95,87%), existând în minoritate și vorbitori de rusă (3,94%).